# If 6 Was 9
Pistes de Axis: Bold as Love
Little Wing You Got Me Floatin'
If 6 Was 9 est une chanson écrite par Jimi Hendrix et enregistrée avec son groupe The Jimi Hendrix Experience. Elle figure sur le deuxième album du groupe, Axis: Bold as Love, sorti le 1er décembre 1967.
Elle apparaît dans les films Easy Rider (1969) et Point Break (1991). Elle figure également dans le 3e épisode de la saison 7 de Mad Men au générique de fin.

## Musique
Le style de la chanson est qualifié de "blues alimenté par l'acide". Le solo de guitare fait une utilisation innovante de la technologie de studio pour l'époque, avec un panoramique stéréo de gauche à droite et vice versa, ainsi que d'autres effets, tels que l'écho slap, la distorsion fuzzbox et la réverbération.

## Paroles
Sara Pendergast l'a décrit comme un "hymne individualiste". Les paroles dépeignent le conflit sous-jacent de la contre-culture des années 1960: les «dichotomies sociales et culturelles» entre les hippies et le monde des affaires «conservateur à col blanc» de l'establishment. Commençant par un riff de blues, les paroles accompagnent une jam session "spatiale" avec Hendrix incarnant la voix existentialiste du mouvement de jeunesse : 

« Je suis celui qui doit mourir
quand il est temps pour moi de mourir
Alors laisse-moi vivre ma vie
Comme je veux »

Les auteurs Harry Shapiro et Caesar Glebbeek pensent que les paroles, « si les montagnes tombaient dans la mer » sont une référence au mythe de la création du deuxième monde de la mythologie Hopi. Le Livre des Hopi de Frank Waters (1963) est connu pour avoir influencé Hendrix, et nombre de ses chansons contiennent des thèmes mythologiques et des images liées aux Amérindiens aux États-Unis.
Diverses légendes urbaines basées sur la numérologie se sont développées autour de la signification du chiffre 9 dans la chanson et de la mort d'Hendrix en 1970.

## Reprises
If 6 Was 9 a été reprise par de nombreux artistes et notamment :
- Todd Rundgren sur l'album Faithful, sorti en 1976.
- Wolfmother sur l'album Cosmic Egg, sorti en 2009 (l'album a d'ailleurs été partiellement enregistré au studio d'enregistrement construit par Hendrix, Electric Lady Studios).
- Roy Buchanan sur l'album A Street Called Straight, sorti en 1976.
- Left Lane Cruiser et James Leg dans l'album Painkillers, sorti en 2012 chez Alive Records.
- Le groupe britannique a adapté la chanson sous le nom de If 60's Was 90's[9]. Cette version se classe à la 74e place du UK Singles Chart[10] et la cinquième place du classement Hot Dance Club Songs.